# 火星衛星探査計画
火星衛星探査計画 (かせいえいせいたんさけいかく、英: Martian Moons eXploration, MMX) は、2026年度の打ち上げを予定し宇宙航空研究開発機構 (JAXA) が主導する国際共同深宇宙探査計画。火星の衛星フォボスとダイモスを観測し、そのうちフォボスに着陸してサンプルを採取し地球へ帰還するサンプルリターンする計画。
打ち上げにはH3ロケットを使用する。総開発費は464億円を見込む。探査が計画通り実行されれば、火星圏往還および火星圏からのサンプルリターンとして世界初となる見込み。

## ミッション

### 観測対象
MMXでは火星ではなく衛星を主な探索対象としているが、サンプルリターンを実施するフォボスの質量の0.1%が火星の表層由来と考えられており、計画採取量の10g中100粒程度が火星表面の様々な地点のサンプルになると考えられているため、火星（地球型惑星）への水輸送メカニズム解明につながることも期待されている。また、火星の有人探査においてフォボスが宇宙ステーションのような軌道上の活動拠点の候補として考えられており、具体的に検討する上で重要な情報が得られる期待されている。

### ミッション概要
- 探査機は火星を周回する軌道に入ってから、フォボスを周回するQSO（模擬周回軌道、Quasi Satellite Orbit）[注釈 2]に移り、搭載機器によるフォボスのリモートセンシング観測を行う。
- 1回もしくは2回探査機の持つ脚で着陸して表層の砂 (レゴリス) を採取する[12]。
- 1回のサンプリングで 10 g 以上のサンプルを採集することを目標としている[13]。これはロボットアームとコアラー機構を組み合わせたシステムにより行われる[12]。またガスを利用したニューマティックサンプラーも搭載し、サンプルを取得する[14]。サンプルを取得後、地球に帰還する前にダイモスをフライバイ観測することも計画している[15]。

科学・工学の両面から以下の目的を検討している。

### 理学ミッション
火星の衛星の起源には「小惑星が火星に捕獲されたもの」とする捕獲説と、「火星への巨大衝突によって生じた破片が集合して形成されたもの」とする巨大衝突説の2つがあり、サンプルリターンや分光学的探査によってその起源を明らかにすることを大きな目的としている。
- 火星の衛星が、小惑星が捕獲されたものか、火星への巨大衝突で生じた破片が集合し形成されたものかを明らかにし、火星そして地球型惑星の形成過程に対する新たな描像を得る[3]。
  - フォボスの起源が小惑星捕獲なのか巨大衝突なのかを明らかにする。
  - 【フォボスが小惑星捕獲起源の場合】地球型惑星領域へ供給される始原物質の組成とその移動過程を解明し、火星表層進化の初期条件を制約する。
  - 【フォボスが巨大衝突起源の場合】地球型惑星領域における巨大衝突と衛星形成過程を理解し、火星の初期進化過程に及ぼす影響を評価する。
  - ダイモスの起源に新たな制約を加える。
- 火星衛星および火星の変遷をもたらすメカニズムを明らかにし、火星衛星を含めた「火星圏」の進化史に新たな知見を加える[3]。
  - 火星圏における衛星の表層進化の素過程に関する基本的描像を得る。
  - 火星表層変遷史に新たな知見と制限を加える。
  - 火星気候の変遷に関わる火星大気物質循環のメカニズムに制約を与える。

### 工学ミッション
- 宇宙探査を先導する技術を獲得する[3]。
  - 火星圏への往還技術および惑星衛星圏への到達技術を獲得する。
  - 火星衛星表面への到達技術・滞在技術および天体表面上での高度なサンプリング技術を獲得する。
  - 新探査地上局との組合せに最適な通信技術を獲得する。

## 機体設計

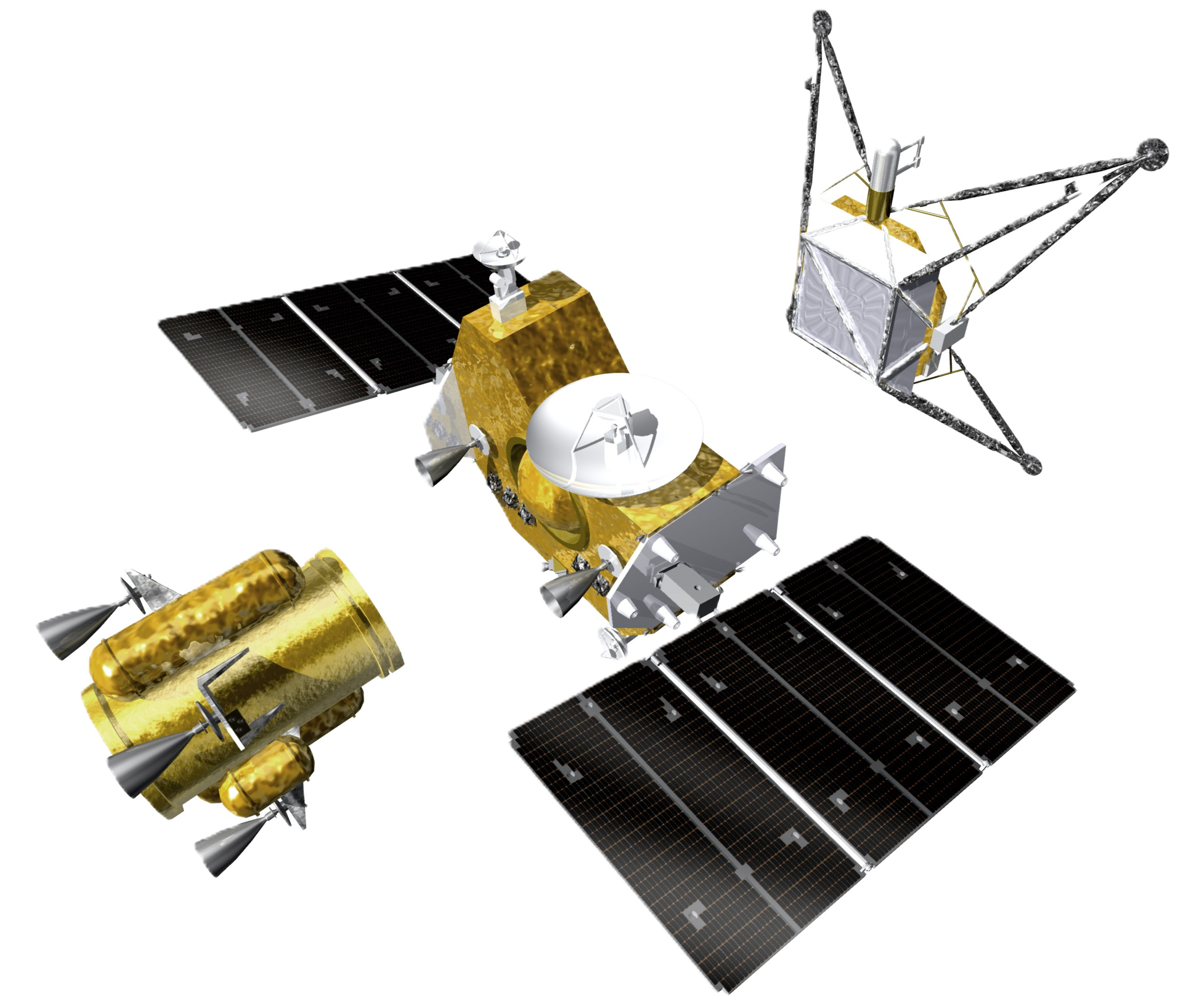
MMXの3モジュール分割図左下：往路モジュール中央：復路モジュール
右上：探査モジュール

### 機体
探査機本体は探査モジュール、復路モジュール、往路モジュールの3段で構成され、探査フェーズに応じて適宜分離される。往路用の推進剤が1,600kg、復路用の推進剤が1,050kg。
- 推進系
  - 500N級二液式スラスタ
  - 22N姿勢制御スラスタ×20基
- 通信系
  - Xバンド通信：32kbps以上
  - Kaバンド通信：128kbps以上（ESA提供）

### ミッション機器

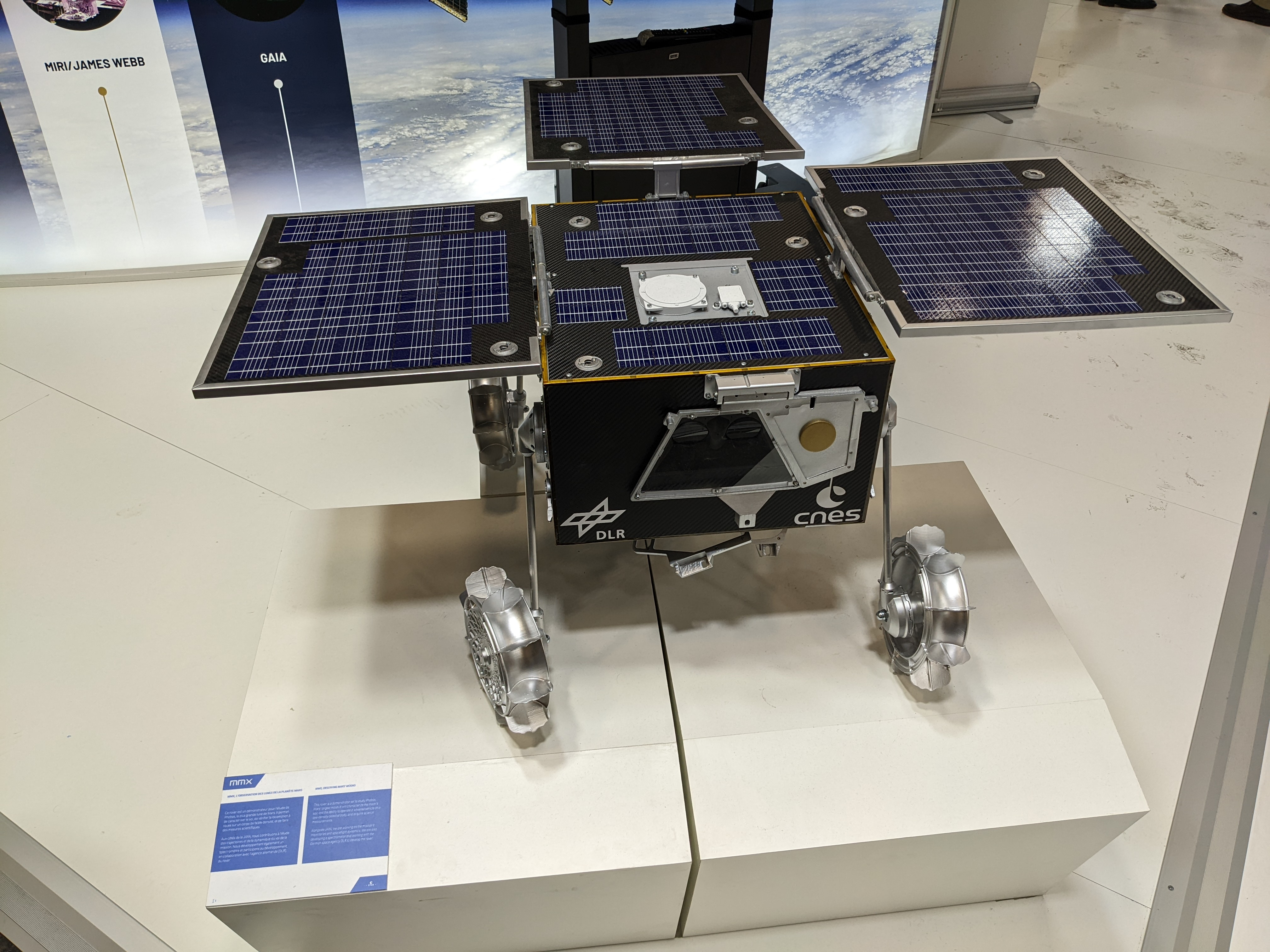
IDEFIXローバー

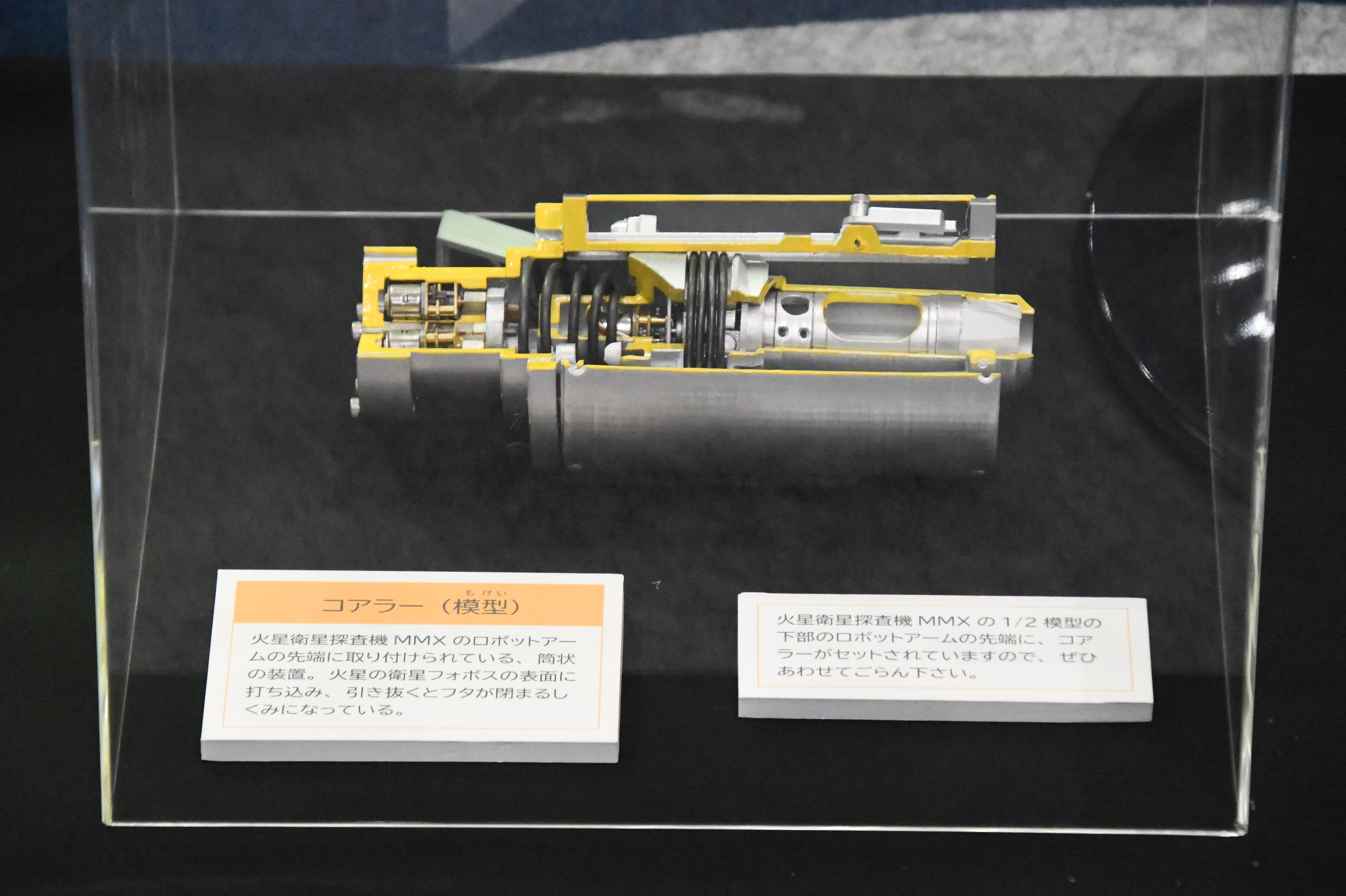
C-SMPのコアラ―

#### 観測機器
- TENGOO（望遠カメラ）
- OROCHI（広角分光カメラ）
- MIRS（MMX Infrared Spectrometer[18]、近赤外分光計）：CNES提供
- MEGANE（Mars-moon Exploration with GAmma rays and NEutrons[18]、ガンマ線・中性子線分光計）：NASA提供[注釈 3][19]
  - フォボス全球表面の元素組成を観測し、地表の元素組成分布やフォボスの捕獲・衝突起源の解明のための情報を提供する
  - NASAのルナ・プロスペクター（1998年に月観測開始）、メッセンジャー（2011年に水星観測開始）に搭載されたガンマ線・中性子分光計GRNSから改良された装置
  - 装置開発：ジョンズ・ホプキンズ大学応用物理研究所[20]
  - GRS：ガンマ線分光計
    - センサ：高純度ゲルマニウム
    - 測定エネルギー範囲：100keV - 10MeV
    - エネルギー分解能：5keV以下（1333keV）

  - NS：中性子分光計
    - センサ：20cmのヘリウム3ガス比例計数管×2本
      - 熱中性子と熱外中性子を測定（0.4keV - 100keV）
      - カドミウムシートで覆われた状態で0.4eV以上の中性子を測定
- LIDAR（レーザー高度計）
- CMDM（火星周回ダストモニタ）
- MSA（イオンエネルギ質量分析器）
- IDEFIX（ローバ）：CNES・DLR提供
  - 収納状態寸法：高さ350mm×幅520mm×奥行440mm

#### サンプル回収
- C-SMP（サンプリング装置）
- P-SMP（Pneumatic sampler、ニューマティック採取機構）：NASA提供
- SRC（サンプルリターンカプセル）

#### 探査技術の獲得
- IREM（惑星空間放射線環境モニタ）
- SHV（高精細カメラ）：NHK提供[21]
  - 8Kカメラ：7,680×4,320画素、-Z面（探査機の進行方向・着陸脚側）
  - 4Kカメラ：3,840×2,160画素、-X面（着陸時の側面方向）
  - それぞれ10秒間隔でJPEG画像を撮像し、地球にダウンリンクしてから映像化され、科学ミッションとしてよりもアウトリーチ活動への映像活用が期待されている[9]

## 歴史

### 経緯
- 「太陽系生命環境の誕生と持続に至る条件としての前生命環境の進化の理解」を大目標とする惑星科学コミュニティは、火星衛星からのサンプルリターンを最重要ミッションであると掲げ、火星衛星探査検討チームを立ち上げた[22]。
- 2015年の宇宙科学・探査小委員会において、JAXA宇宙科学研究所から火星衛星サンプルリターン計画が提言された[23]。この時点では往路モジュール、復路モジュールは化学推進系または電気推進系の組み合わせ3種類が検討されていた[24]。
- 宇宙科学研究所の小惑星探査戦略に、DESTINY+などと同じく位置づけが明確化された[25]。
- 2023年12月5日の内閣府の委員会で、H3ロケットのスケジュール遅延および調査対象天体との会合周期（約2年2か月）を理由に延期が決まり、2026年度に打ち上げられることになった[7]。

### 運用計画
2024年打ち上げの計画時点では以下のような約5年のミッション期間で設計されている。
- 2024年9月 - 打ち上げ
- 2025年8月 - 火星周回軌道投入
- 2028年8月 - 火星圏離脱
- 2029年9月 - 地球帰還

## 国際協力・民間協力
- MMXは日本が主導し、アメリカ航空宇宙局 (NASA)、ドイツ航空宇宙センター (DLR)、フランス国立宇宙研究センター (CNES) 、欧州宇宙機関（ESA）が参加する国際ミッションである[12][26][27]。
- CNESとDLRは、小惑星探査機はやぶさ2に搭載した小型着陸機MASCOTを共同開発した成果を受け、MMX搭載小型ローバーの開発を担当する。小型ローバーはMMXの着陸より前に火星衛星表面に降り立ち、表面レゴリスの組成を分析し、MMXのミッションリスクを軽減するとともにミッションを最適化する。またMASCOTでは一次電池であったが、小型ローバーには太陽電池が搭載され、数ヶ月の表面観測が可能となる[28]。
- 2019年6月18日、JAXAとDLRは協定を結び、MMX探査機に搭載する小型ローバーのCNESとの共同検討の他、ドイツ国内の落下塔を使用した実験機会を提供することや、サイエンスを通じたドイツ科学者の参画を支援することが取り交わされた[29]。
- 2019年6月27日、JAXAとCNESはMMX探査機に搭載する近赤外分光計（MacrOmega）、飛行力学の知見、小型ローバーの提供を受けることについて、開発に向けた準備段階の共同検討を行うことに合意した[30]。
- 2020年9月10日、JAXAとNHKは4K・8Kカメラを共同開発することを発表した。一定間隔で撮影した画像は、一部を地球に伝送して滑らかな映像にし、オリジナルのMMXカプセル内のメモリーに記録し地球に持ち帰ることを計画している[31]。

## その他
- 地球へのサンプルリターンに際して、サンプルに微生物が含まれる場合にサンプルが地球で漏れ出す可能性を100万分の1以下にする国際的なルールがあり、対応するカプセルの設計や地上施設を設置する場合、100億円以上の追加費用が必要になると見積もられた。検討チームによって微生物が生きた状態で混入する可能性が計算され、10g試料に混入する可能性が100万分の1以下であることが示された[10]。
- 2025年開催の大阪・関西万博（2025年日本国際博覧会）において、MMXで撮影した火星の映像を生中継する構想があった[32]が、打ち上げが2026年度に延期され実現しなかった。
- アニメ映画「名探偵コナン ゼロの執行人」では、MMXに外観が酷似した無人探査機「はくちょう」が登場する[注釈 4][要出典]。